# Ptenopus garrulus
Gecko babillard
Espèce
Synonymes
- Stenodactylus garrulous Smith, 1849
- Ptenopus maculatus Gray, 1866

Ptenopus garrulus, le Gecko babillard, est une espèce de geckos de la famille des Gekkonidae.

## Répartition
Cette espèce se rencontre au Cap-du-Nord en Afrique du Sud, en Namibie, au Botswana et au Zimbabwe.

## Habitat
Ce gecko vit dans des trous dans le sol durant la journée. Il quitte son terrier à la nuit tombée pour chasser.
Le climat de cette région est chaud, voire très chaud durant la journée, avec une hygrométrie relativement faible. L'humidité est par contre plus élevée dans les terriers où cet animal passe ses journées.

## Description

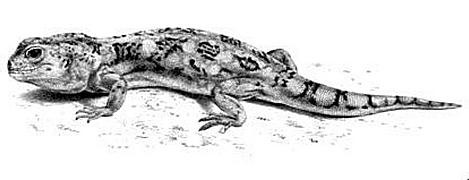

C'est un gecko terrestre et nocturne relativement massive d'aspect. La tête est assez grosse, avec de grands yeux et un bourrelet de peau vers le haut des yeux, lui donnant un « regard » particulier. La couleur de base est le orange tacheté de points plus clairs et plus sombres, bien que certains individus soient parfois plus gris qu'orange. Le dessous du corps est blanc-beige.

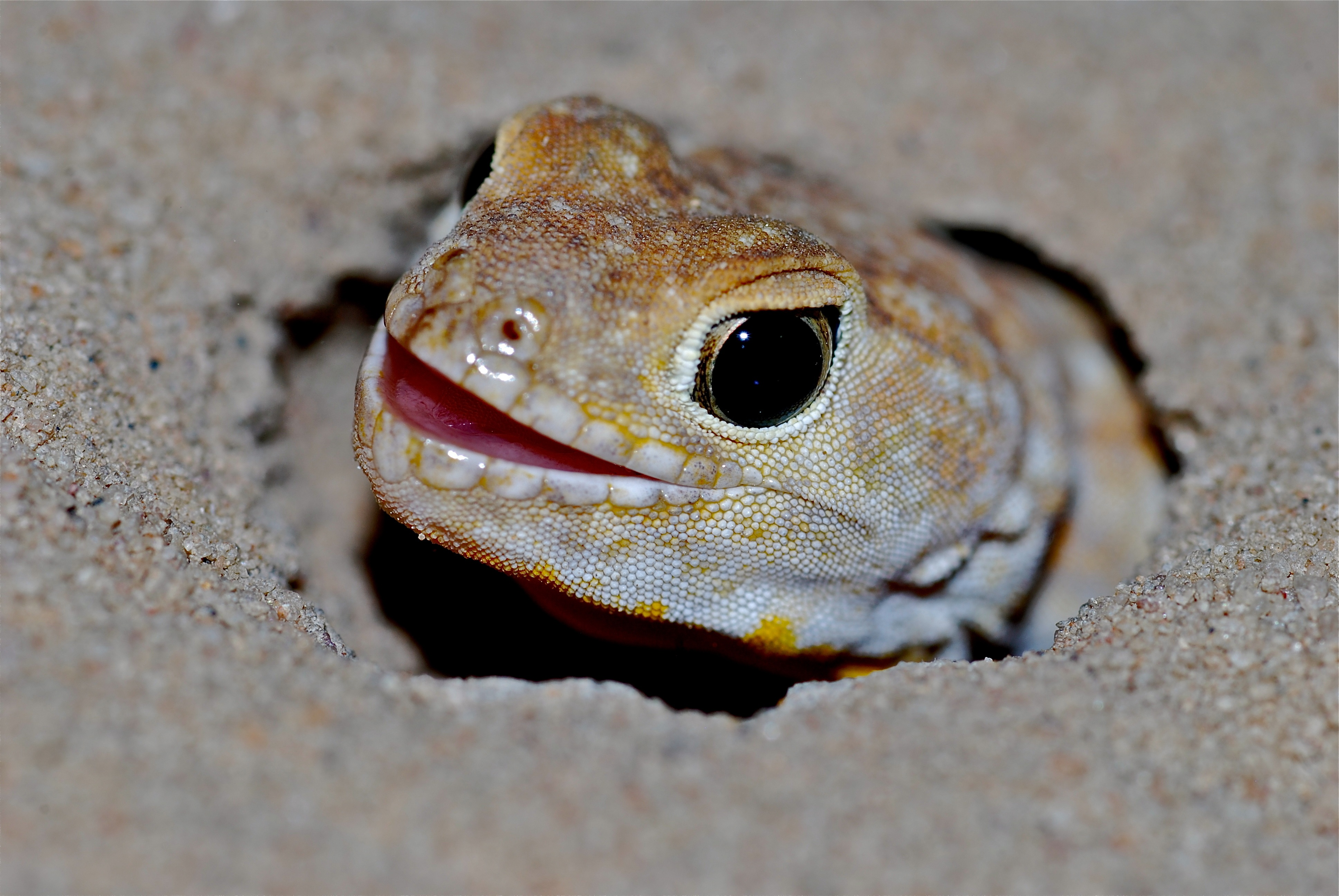
Ptenopus garrulus (Afrique du sud)

Il est capable de vocaliser, et pousse des cris ressemblants à des aboiements.
Les mâles matures ont une tête plus large que les femelles, mais il semble que ce soit le seul signe visible de dimorphisme sexuel.

## Liste des sous-espèces
Selon The Reptile Database (1 novembre 2012) :
- Ptenopus garrulus maculatus Gray, 1866
- Ptenopus garrulus garrulus (Smith, 1849)

## Alimentation
Ce gecko consomme une large variété d'invertébrés de taille adaptée, et en particulier des termites qui entrent pour une large part dans son alimentation.

## Reproduction
La reproduction a lieu en octobre-novembre (l'été dans l'hémisphère sud).
Les femelles pondent un œuf à la fois, de forme ovoïde, pour un diamètre d'environ cinq millimètres.
Les œufs incubent durant deux à six mois selon les conditions climatiques.

## Publications originales
- Gray, 1866 "1865" : Descriptions of two new genera of lizards from Damaraland. Proceedings of the Zoological Society of London, vol. 1865, p. 640-642 (texte intégral).
- Smith, 1849 : Illustrations of the Zoology of South Africa; Consisting Chiefly of Figures and Descriptions of the Objects of Natural History Collected during an Expedition into the Interior of South Africa, in the Years 1834, 1835, and 1836 . vol. III. Reptilia, London, Smith, Elder, & Co.